# Katrin Winkler
Katrin Winkler (* 24. Dezember 1975) ist eine deutsche pädagogische Psychologin. Seit 2009 ist sie Professorin an der Hochschule Kempten, einer Fachhochschule im Allgäu.

## Leben
Winkler promovierte bis 2004 am Lehrstuhl für empirische Pädagogik und pädagogische Psychologie an der Ludwig-Maximilians-Universität München. Ihr Doktorvater war Heinz Mandl. Von 2006 bis 2008 war sie Leiterin der Personal- und Organisationsentwicklung bei Qiagen.
2009 wurde sie zur Professorin für Personalmanagement, Personalentwicklung und Wissensmanagement an die Hochschule Kempten berufen. 2015 gründete sie dort das Institut für digitale Transformation in Arbeit, Bildung und Gesellschaft (IDT), das sie weiter leitet. Winkler ist Gleichstellungsbeauftragte an ihrer Fakultät Betriebswirtschaft der Hochschule Kempten. 2021 wurde sie von der Virtuellen Hochschule Bayern in der Kategorie „Herausragende Mediendidaktik“ mit dem ersten Preis ausgezeichnet. Seit 2021 leitet sie zudem die Kempten Business School (KBS)
Katrin Winkler erhält den Ehrenpreis 2023 der Johanna-Loewenherz-Stiftung. Dieser Preis wird an Frauen vergeben, die im Leben mit ihrem besonderen Engagement Vorbilder sind.

## Publikationen (Auswahl)
- Wissensmanagementprozesse in face-to-face und virtuellen Communities Kennzeichen, Gestaltungsprinzipien und Erfolgsfaktoren. Logos Verlag, München 2004, ISBN 978-3-8325-0573-8. (zugl. Dissertation LMU München 2004)
- Mit Sandra Niedermeier: Führung in der digitalisierten Arbeitswelt – Zwischen Anspruch und Realität. In S. Wörwag, A. Cloots (Hrsg.): Arbeitskulturen im Wandel. Springer Fachmedien, Wiesbaden 2020, ISBN 978-3-658-30451-5, S. 209–222.
- Mit Heinz Mandl: Wissensmanagement für Projekte. In M. Wastian, I. Braumandl, & L. von Rosenstiel (Hrsg.): Angewandte Psychologie für Projektmanager. Springer, Berlin 2009, S. 83–96.doi:10.1007/978-3-642-19920-2_5.
- Sandra Niedermeier und Katrin Winkler: Digitales Lehren und Lernen in der Praxis: Für Lehrende an Hochschulen, PersonalentwicklerInnen und TrainerInnen. ISBN 978-3-7562-2986-4
- Johanna Bath und Katrin Winkler: Hybrid Work: Wie Führungskräfte ihre Arbeitsorganisation für die Zukunft transformieren. Haufe Fachbuch, ISBN 978-3-648-16788-5[8].